# Distrikt Pomacanchi
Der Distrikt Pomacanchi liegt in der Provinz Acomayo der Region Cusco in Südzentral-Peru. Der Distrikt wurde am 2. Januar 1857 gegründet. Er besitzt eine Fläche von 267 km². Beim Zensus 2017 wurden 7768 Einwohner gezählt. Im Jahr 1993 lag die Einwohnerzahl bei 7554, im Jahr 2007 bei 8340. Die Distriktverwaltung befindet sich in der auf einer Höhe von 3693 m gelegenen Kleinstadt Pomacanchi mit 3650 Einwohnern (Stand 2017). Pomacanchi liegt knapp 18 km südöstlich der Provinzhauptstadt Acomayo.

## Geographische Lage
Der Distrikt Pomacanchi liegt im Andenhochland im Südwesten der Provinz Acomayo. Entlang der südlichen und westlichen Distriktgrenze fließt der Río Apurímac nach Norden. An der östlichen Distriktgrenze liegt der See Laguna Pomacanchi.
Der Distrikt Pomacanchi grenzt im Südwesten an den Distrikt Livitaca (Provinz Chumbivilcas), im Westen an den Distrikt Omacha (Provinz Paruro), im Norden an die Distrikte Acos, Acomayo und Sangarará, im Osten an den Distrikt Acopía sowie im Südosten an den Distrikt Túpac Amaru (Provinz Canas).

## Ortschaften
Im Distrikt gibt es neben dem Hauptort folgende größere Ortschaften:
- Canchanura (245 Einwohner)
- Chosecani (391 Einwohner)
- San Jose de Conchacalla (267 Einwohner)
- San Juan (364 Einwohner)
- Santa Rosa de Mancura (367 Einwohner)
- Toccorani (248 Einwohner)
- Ttio (455 Einwohner)